# Ectenopsis mackerrasi
Ectenopsis mackerrasi är en tvåvingeart som beskrevs av Burger 1996. Ectenopsis mackerrasi ingår i släktet Ectenopsis och familjen bromsar. Inga underarter finns listade i Catalogue of Life.